# Szczelina w Niedźwiedziu
Szczelina w Niedźwiedziu – jaskinia w Dolinie Miętusiej w Tatrach Zachodnich. Wejście do niej znajduje się pod południową ścianą Niedźwiedzia na wysokości 1536 metrów n.p.m. Długość jaskini wynosi 6 metrów, a jej deniwelacja 1,5 metrów.

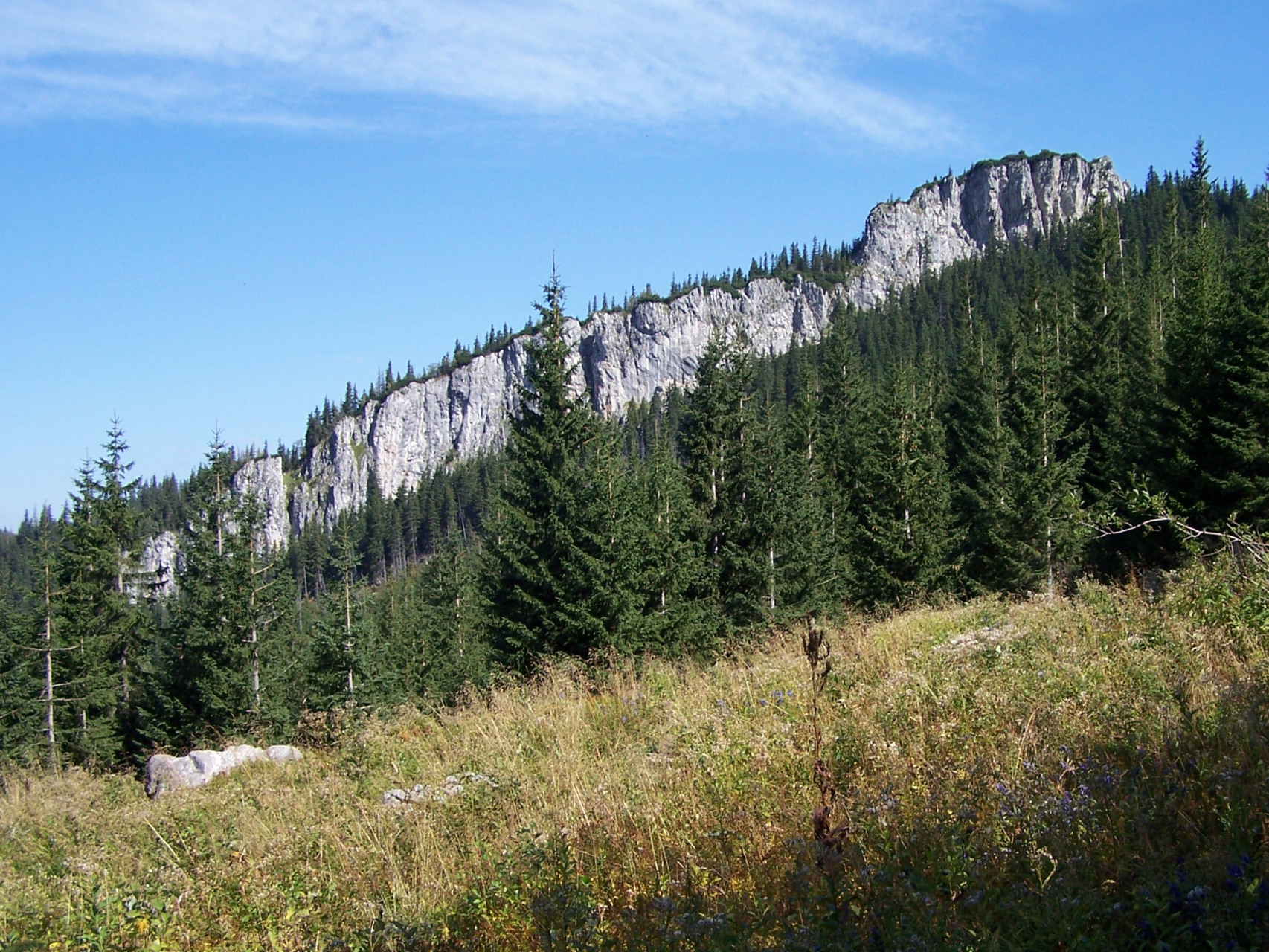
Ściana Niedźwiedzia w Dolinie Miętusiej

## Opis jaskini
Jaskinię tworzy idący do góry, z niewielkimi prożkami, szczelinowy i wąski korytarzyk zaczynający się w niewielkim otworze wejściowym, a kończący zawaliskiem.

## Przyroda
W jaskini można spotkać nacieki grzybkowe. Ściany są wilgotne, brak jest na nich roślinności.

## Historia odkryć
Brak jest danych o odkrywcach jaskini. Jej pierwszy plan i opis sporządziła I. Luty przy pomocy J. Panka i B. Strożka w 1996 roku.